# 葉拉夫納區

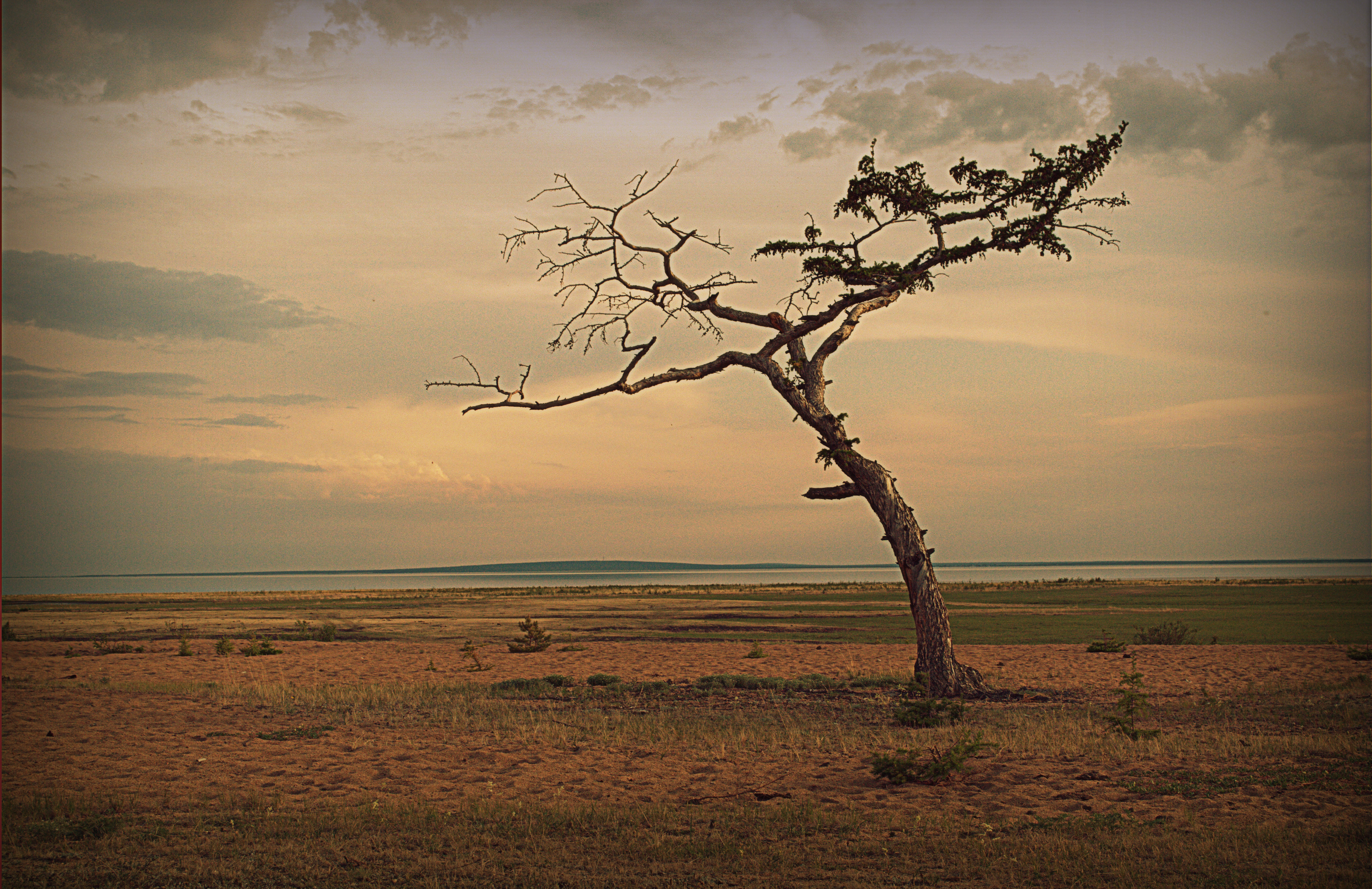

52°31′N 111°32′E / 52.517°N 111.533°E
葉拉夫納區（俄语：Еравнинский район），是俄羅斯的一個區，位於該國南部，由布里亞特共和國負責管轄，始建於1927年9月26日，面積25,600平方公里，2010年人口18,705，人口密度每平方公里0.73人。